# Les Riceys
Les Riceys je naselje in občina v severnem francoskem departmaju Aube regije Šampanja-Ardeni. Leta 1999 je naselje imelo 1.376 prebivalcev.

## Geografija
Naselje leži v pokrajini Šampanji ob reki Laignes v bližini meje z Burgundijo, 45 km jugovzhodno od središča departmaja Troyesa.

## Uprava
Les Riceys je sedež istoimenskega kantona, v katerega so poleg njegove vključene še občine Arrelles, Avirey-Lingey, Bagneux-la-Fosse, Balnot-sur-Laignes, Bragelogne-Beauvoir in Channes z 2.448 prebivalci.
Kanton je sestavni del okrožja Troyes.
1. ↑  »Populations légales 2016«. Nacionalni inštitut za statistične in gospodarske raziskave. Pridobljeno 25. aprila 2019.